# پیتر پروس (دوچرخه‌سوار)
پیتر پروس (استونیایی: Peeter Pruus؛ زادهٔ ۱۶ ژوئیهٔ ۱۹۸۹) دوچرخه‌سوار اهل استونی است.